# Solvskaft

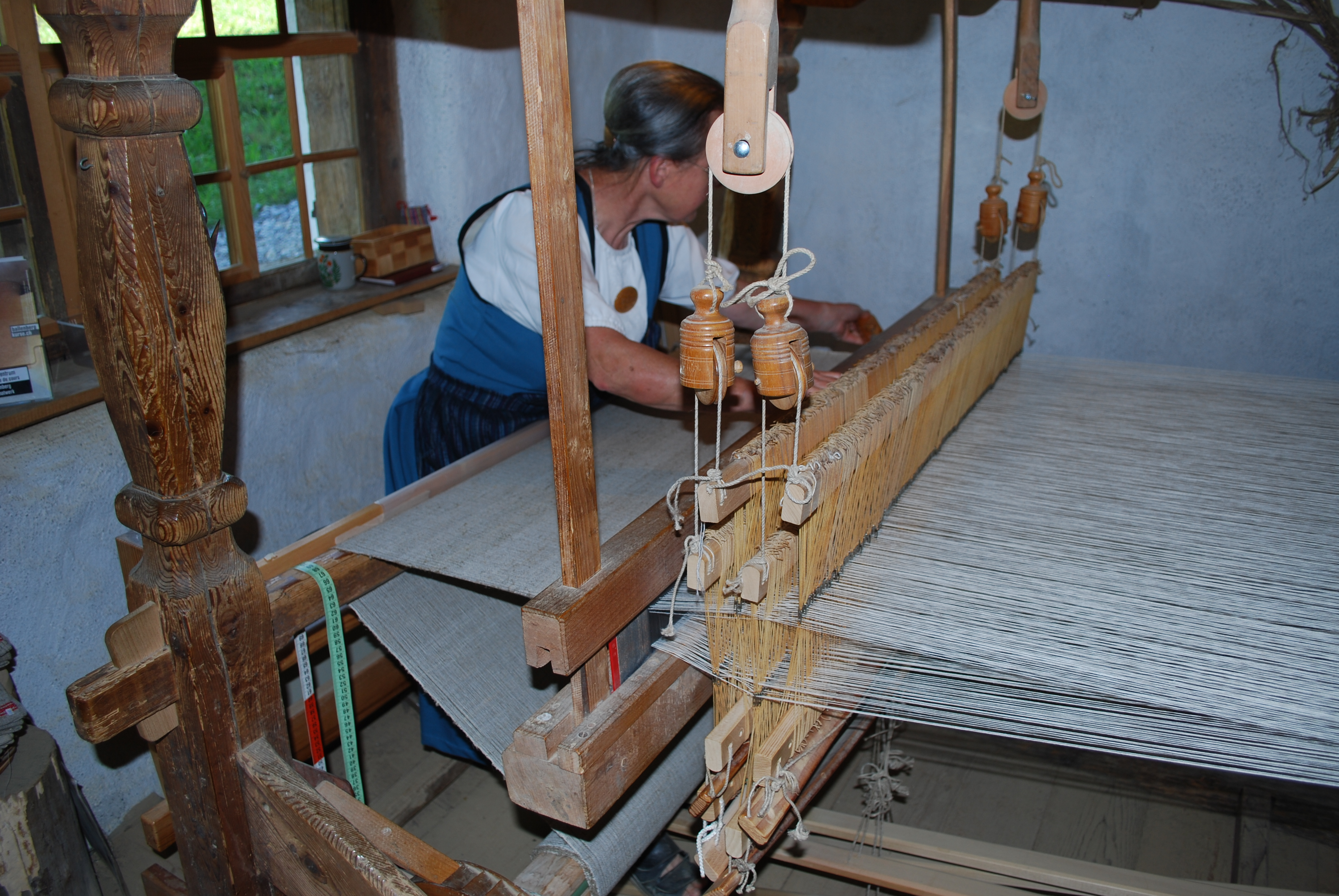
Vävstol med fyra solvskaft. Notera upphängningen med tre block i vardera ändan.

Ett solvskaft eller ett skaft är ett arrangemang på en vävstol som höjer och sänker olika varptrådar beroende på hur man trampar, och därmed skapar ett skäl, genom vilket man kan föra skytteln. Solvskaftet består av två skaftkäppar och de mellan dessa upphängda solven.

## Utseende och funktion
Den undre skaftkäppen i ett solvskaft förbinds med tramporna med hjälp av snören, antingen direkt eller via lattor. Den övre skaftkäppen i ett visst skaft kopplas med hjälp av ett snörsystem till den undre skaftkäppen i ett annat skaft. (Se nickepinnar och lunor.) Skaften arbetar alltså alltid parvis: ett skaft som flyttas uppåt motsvaras alltid av ett annat skaft som samtidigt förflyttas nedåt. Det är på detta sätt ett skäl bildas.
Antalet skaft i en vävstol begränsar urvalet av vävtekniker. Ju fler skaft desto tyngre att trampa och desto större variation i vad som kan vävas.
Skaften numreras så att skaftet längst bak (närmast varpbommen) alltid kallas nummer ett, och skaftet längst fram (närmast vävaren] har den högsta siffran. 
I vävnotan framgår hur skaften ska ansluta till tramporna för den vävteknik man valt att sätta upp.
Ju fler skaft desto längre effsingar går åt i slutet av varpen, eftersom det avstånd som är vävbart minskar ju större utrymme skaften tar i vävstolen.
Med en fyrskaftad vävstol är variationsmöjligheterna ändå mycket stora, men för mer avancerade vävar som rips, dräll, bindetrådsvävar, upphämta och så vidare fordras fler skaft. För en tioskaftad vävstol är lattor nödvändiga för att man över huvud taget ska orka trampa ner tramporna, redan vid sex skaft är lattor att föredra. Utan lattor drar skaften gärna snett, vilket gör väven ojämn.
För vävning av mycket smala vävar kan resårband vara nyttiga, för att hjälpa upp balansen i skaften. Resårbanden anbringas som ett slags extra upphängningsnören, men utanför alla solven och till ett läge där banden inte har någon belastning i viloläget, men vid nertrampningen spänns de.